# Montgomery Glacier
Montgomery Glacier är en glaciär i Antarktis. Den ligger i Östantarktis. Nya Zeeland gör anspråk på området. Montgomery Glacier ligger 1 376 meter över havet.
Terrängen runt Montgomery Glacier är kuperad åt nordväst, men åt sydost är den bergig. Trakten är obefolkad. Det finns inga samhällen i närheten.